# En un claroscuro de la luna
En un claroscuro de la luna es una película méxico-rusa del año 1999, dirigida por Sergio Olhovich. Está protagonizada por Arcelia Ramírez, Jorge Sanz y Tiaré Scanda.

## Sinopsis
La plácida vida que Ana (Arcelia Ramírez) y Nilda (Tiaré Scanda), hijas de un exiliado ruso, disfrutan en el campo tabasqueño se ve alterada por la llegada de Andrés (Jorge Sanz), un ecologista que lucha contra la contaminación que genera la industria petrolera en aquella región. El inocente coqueteo entre Ana y Andrés se transforma rápidamente en una tórrida pasión que se ve interrumpida cuando Ana tiene que acompañar a su padre en un viaje de regreso a Rusia. 

## Elenco
- Arcelia Ramírez - Ana Vasilievich
- Jorge Sanz - Andrés
- Tiaré Scanda - Nilda Vasilievich
- Pyotr Velyaminov - Piotor Vasilievich
- Delia Casanova - Rafaela
- Blanca Guerra - Maruca
- Gabriel Porras - Olegario
- Zinaida Kirienko - Maria

## Premios

### Premio Ariel(2000)
| Categoría              | Persona          | Resultado |
| ---------------------- | ---------------- | --------- |
| Mejor Actriz           | Arcelia Ramírez  | Nominada  |
| Mejor Actriz de Cuadro | Zinaida Kirienko | Nominada  |